# ایچیهارا، چیبا

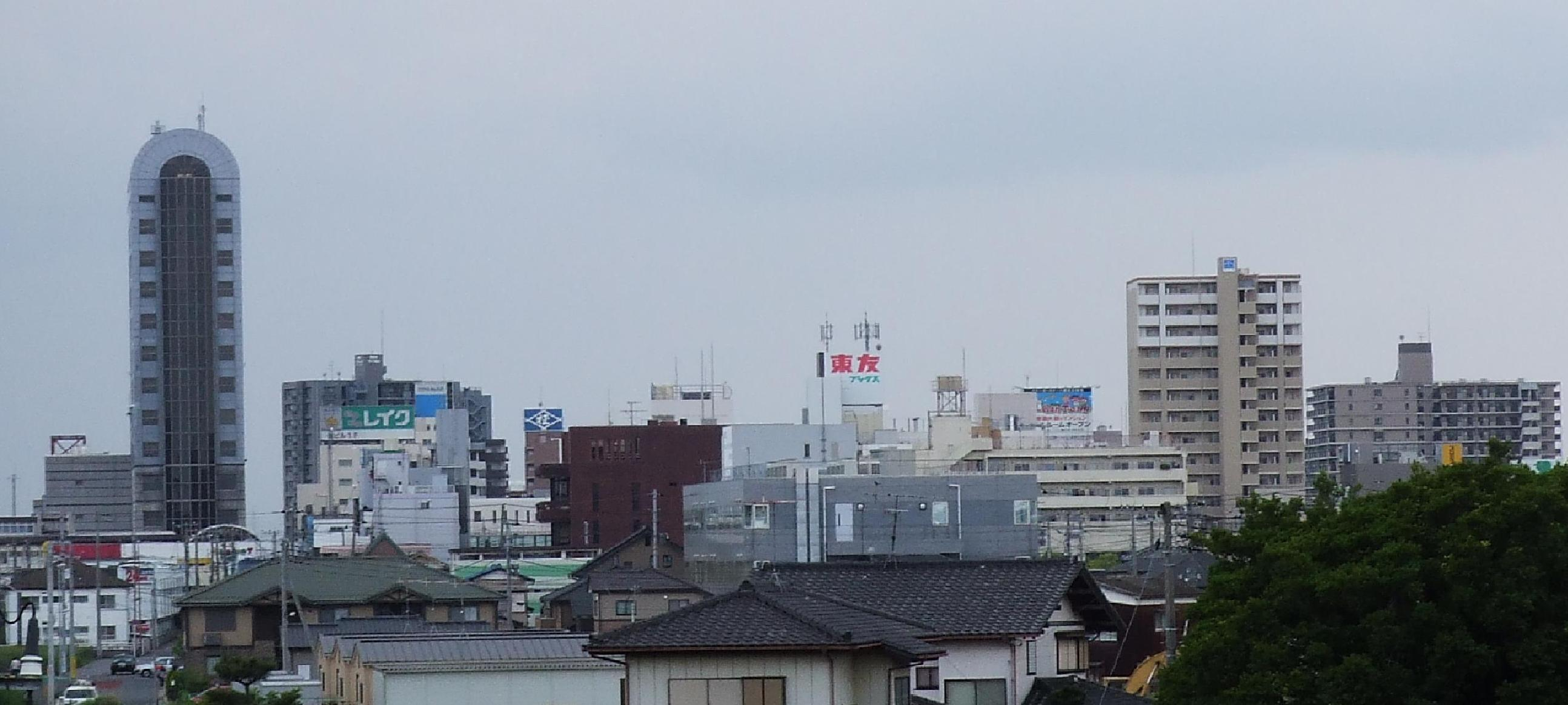
چشم‌انداز شهر ایچیهارا در نزدیکی ایستگاه گوی.

ایچیهارا از شهرهای استان چیبا ژاپن است که جمعیت آن در ۱ ژانویه ۲۰۰۸ ۲۷۹٬۵۹۱ نفر بوده‌است.